# USS Grayson (DD-435)
USS Grayson (DD-435) là một tàu khu trục lớp Gleaves được Hải quân Hoa Kỳ chế tạo trong Chiến tranh Thế giới thứ hai. Nó đã tham gia suốt Thế Chiến II, sống sót qua cuộc xung đột, ngừng hoạt động năm 1947 và bị tháo dỡ năm 1974. Nó là chiếc tàu chiến duy nhất của Hải quân Hoa Kỳ được đặt theo tên Chuẩn đô đốc Cary Travers Grayson (1878-1938), bác sĩ, trợ lý của Tổng thống Woodrow Wilson và là Chủ tịch Hội Chữ thập đỏ Hoa Kỳ (1935–1938).

## Thiết kế và chế tạo
Grayson được chế tạo tại Xưởng hải quân Charleston. Nó được đặt lườn vào ngày 17 tháng 7 năm 1939; được hạ thủy vào ngày 7 tháng 8 năm 1940, và được đỡ đầu bởi bà Alice Gertrude Gordon Grayson Harrison (bà George Leslie Harrison), vợ góa Chuẩn đô đốc Grayson. Con tàu được cho nhập biên chế cùng Hải quân Hoa Kỳ vào ngày 14 tháng 2 năm 1941 dưới quyền chỉ huy của Thiếu tá Hải quân Thomas M. Stokes.

## Lịch sử hoạt động

### 1941
Sau khi chạy thử máy dọc theo bờ biển New England và trong vịnh Chesapeake, gia nhập Đội khu trục 22 trực thuộc Hạm đội Đại Tây Dương. Vào ngày 28 tháng 8 năm 1941, nó trở thành soái hạm của Hải đội Khu trục 11 hoạt động tại vùng biển Caribe từ vịnh Guantánamo, Cuba. Đến ngày 26 tháng 10, nó chuyển sang hoạt động Tuần tra Trung lập tại vùng biển Bắc Đại Tây Dương giữa Newfoundland và Iceland.

### 1942
Sau mười tháng hoạt động tuần tra và bảo vệ các đoàn tàu vận tải tại vùng biển Bắc lạnh giá, Grayson được điều động sang Mặt trận Thái Bình Dương. Nó khởi hành từ San Diego, California vào ngày 2 tháng 4 năm 1942 trong thành phần hộ tống cho tàu sân bay Hornet (CV-8), và đã gặp gỡ ngoài khơi lực lượng đặc nhiệm tàu sân bay Enterprise (CV-6) dưới quyền Phó đô đốc William F. Halsey, Jr. vào ngày 13 tháng 4. Xuất phát từ lực lượng này ở khoảng cách 800 mi (1.300 km) đến chính quốc Nhật Bản, cuộc Không kích Doolittle đã được thực hiện. 16 máy bay ném bom Lục quân B-25 Mitchell dưới quyền chỉ huy của Trung tá Jimmy Doolittle xuất phát từ Hornet đã ném bom xuống Tokyo vào ngày 18 tháng 4, mang chiến tranh đến tận nước Nhật. Lực lượng đặc nhiệm quay trở Trân Châu Cảng vào ngày 25 tháng 4, và Grayson lập tức quay trở về vùng bờ Tây để sửa chữa.
Nó lại khởi hành cùng một lực lượng đặc nhiệm tàu sân bay nhanh từ Trân Châu Cảng vào ngày 15 tháng 7 để hộ tống cho Enterprise và Hornet. Đi đến Guadalcanal ngang qua Tongatapu vào ngày 7 tháng 8, các tàu sân bay đã tung máy bay ra hỗ trợ lực lượng Thủy quân Lục chiến tại đây trong cuộc phản công đầu tiên của Hoa Kỳ, và tiếp tục ở lại khu vực này ngăn chặn việc tăng cường lực lượng của Nhật Bản. Đang khi cơ động ngoài khơi Guadalcanal, Enterprise bị trúng bom vào ngày 24 tháng 8 trong một trận chiến kéo dài nửa giờ, nơi Grayson bắn rơi hai máy bay đối phương và làm hư hại một chiếc thứ ba. Lực lượng đặc nhiệm được giải thể, Enterprise quay trở về Trân Châu Cảng để sửa chữa trong khi chiếc tàu khu trục gia nhập Lực lượng Đặc nhiệm 11 được hình thành chung quanh tàu sân bay Saratoga (CV-3) dưới quyền Phó đô đốc Frank Jack Fletcher. Phát hiện một tàu ngầm đối phương trên mặt nước sáng ngày hôm sau 25 tháng 8, Grayson tiếp cận và tấn công, tiêu phí toàn bộ 46 quả mìn sâu nó mang theo trong năm lượt tấn công. Những bọt khí lớn và dầu loang nổi lên mặt nước xác nhận nó đã tiêu diệt được một tàu ngầm của Hải quân Đế quốc Nhật Bản.
Grayson ở lại vùng biển bị tranh chấp quyết liệt chung quanh Guadalcanal trong gần tám tháng tiếp theo, thực hiện nhiều vai trò khác nhau. Nó hộ tống các tàu chuyển quân đưa lực lượng tăng viện từ Nouméa và các khu vực tập trung khác đến Guadalcanal, tuần tra "Cái Khe", tên lóng của eo biển New Georgia, phục vụ như tàu cột mốc radar cũng như các hoạt động giải cứu. Vào ngày 18 tháng 10, nó vớt 75 người sống sót từ tàu chị em Meredith (DD-434), bị ngư lôi phóng từ máy bay đối phương đánh chìm vào ngày 16 tháng 10, và giúp hộ tống chiếc sà lan Vireo, chất đầy nhiên liệu và đạn dược đang rất cần đến, đi Guadalcanal.

### 1943
Quay trở về Trân Châu Cảng vào ngày 15 tháng 4 năm 1943 để đại tu, Grayson tiếp tục quay về vùng bờ Tây Hoa Kỳ để sửa chữa và nâng cấp, cho đến khi lên đường đi New Caledonia, đến nơi vào ngày 24 tháng 9. Cùng với Đội khu trục 21 dưới quyền Trung tá Hải quân A. D. Chandler, nó ghi chiến công đánh chìm bốn sà lan Nhật Bản, và có thể đã tiêu diệt thêm hai chiếc khác chất đầy binh lính triệt thoái từ Kolombangara, trong hoạt động kéo dài ba đêm, từ ngày 30 tháng 9 đến ngày 3 tháng 10. Sau ba tháng làm nhiệm vụ tuần tra, nó đi đến Xưởng hải quân Puget Sound vào ngày 16 tháng 12 để được đại tu.

### 1944
Grayson quay trở lại khu vực Thái Bình Dương, đi đến đảo san hô Majuro thuộc quần đảo Marshall vào ngày 10 tháng 2 năm 1944. Nó làm nhiệm vụ tuần tra tại các quần đảo Solomon, Carolina và Marshall trong sáu tháng tiếp theo. Vào ngày 30 tháng 3, nó hỗ trợ cho các cuộc đổ bộ ban đầu lên đảo Pityilu thuộc quần đảo Admiralty; rồi từ ngày 22 đến ngày 24 tháng 4 đã làm nhiệm vụ dẫn đường máy bay chiến đấu cho cuộc đổ bộ lên vịnh Tanahmerah, New Guinea. Nó bắn phá đảo Biak vào ngày 27 tháng 5, và đảo Noemfoor vào ngày 2 tháng 7 mở đường cho các cuộc đổ bộ tại đây.
Vào ngày 1 tháng 9, Grayson gia nhập Lực lượng Đặc nhiệm 38, và tham gia các cuộc không kích từ tàu sân bay xuống căn cứ đối phương tại quần đảo Palau, mục tiêu của cuộc đổ bộ tiếp theo. Nó quay trở về Seeadler Harbor vào ngày 30 tháng 9, để rồi lại lên đường vào ngày 2 tháng 10 cho các cuộc không kích xuống Okinawa và Philippines. Máy bay Nhật Bản đã quấy phá cuộc rút lui, và vào ngày 15 tháng 10, chiếc tàu khu trục cứu vớt 194 người từ chiếc tàu tuần dương hạng nhẹ Houston (CL-81) bị trúng ngư lôi, vốn được kéo đến Ulithi an toàn. Từ Ulithi, chiếc tàu khu trục khởi hành đi thẳng đến Saipan, nơi từ ngày 3 tháng 11 nó làm nhiệm vụ cột mốc radar và cứu nạn.

### 1945
Cuối cùng Grayson cũng được về nhà, đi đến Seattle, Washington vào ngày 9 tháng 6 năm 1945 cho một đợt nghỉ ngơi thật sự kể từ khi chiến tranh nổ ra. Nó đi đến Trân Châu Cảng vào ngày 1 tháng 9, đúng ngày diễn ra lễ ký kết văn kiện Nhật Bản đầu hàng trong vịnh Tokyo. Sau một đợt huấn luyện ngắn, nó quay trở về Hoa Kỳ, băng qua kênh đào Panama vào ngày 8 tháng 10 và đi đến Charleston, South Carolina vào ngày 16 tháng 10. Nó tiếp đón trên 5.000 vị khách đến thăm con tàu nhân Ngày Hải quân diễn ra 11 ngày sau đó, và tiếp tục ở lại Charleston cho đến khi được cho xuất biên chế và đưa về lực lượng dự bị vào ngày 4 tháng 2 năm 1947. Tên nó được cho rút khỏi danh sách Đăng bạ Hải quân vào ngày 1 tháng 6 năm 1972, và nó bị bán để tháo dỡ vào ngày 12 tháng 6 năm 1974.

## Phần thưởng
Grayson được tặng thưởng mười ba Ngôi sao Chiến trận do thành tích phục vụ trong Thế Chiến II.